# Kallerup (Høje-Taastrup Kommune)
 For alternative betydninger, se Kallerup. (Se også artikler, som begynder med Kallerup)
Kallerup er en lille by på Sjælland i Høje-Taastrup Kommune. Kallerup ligger nord for Hedehusene og er delvist vokset sammen med Hedehusene og Fløng. Udover de gamle gårde er området i dag bebygget med fritidshuse. Kallerup er kommunens mindste landsby.

## Historie
Navnet Kallerup stammer fra mandsnavnet Kalli og endelsen trop: Kallis udflytterbebyggelse. Ud fra navnet antager man at Kallerup er grundlagt i Vikingetiden omkring år 900 e.Kr.. Kallerup er første gang nævnt i 1376 som Kallorp. Rensdyrjægerne var i området for 13.000 år siden. Det ses af et fund fra 1934: en forarbejdet rensdyrtak i Kallerup Mose. For 5.000 år siden bosatte stenalderbonden sig her. I bronzealderen var bebyggelsen tæt. Der har tidligere været mange sten- og bronzealderhøje omkring Kallerup. I vikingetiden lå der kun en gård her, Kallis udflyttergård. I slutningen af 1600-tallet var den blevet til tre: Kallerupgaard, Hulkærgaard og Møllehøj. I dag ligger de gamle gårde og huse her stadig, mens stationsbyen Hedehusene har bebygget deres marker.

## Kallerupstenen
Det er på en mark i Kallerup at en af Danmarks ældste runesten Kallerupstenen blev fundet i 1827.

## Kallerupbanen
Det er i Kallerup at man finder Danmarks ældste hundevæddeløbsbane Kallerupbanen.

## Kallerup Grusgrav
Kallerup Grusgrav er en 60 hektar stor grusgrav. Grusgravningen begyndte i 1971. Det forventes at grusgravningen er afsluttet i 2026. Der produceres ca. 260.000 tons grus om året i grusgraven. Ved grusgraven ligger spejderhytten Baldersborgen.

## Sagnet om kirken
Der er ingen kirke i Kallerup. Det var ellers meningen at Fløng Kirke skulle have ligget i Kallerup. Man begyndte da også kirkebyggeriet her. Men det der blev bygget om dag blev pillet ned om natten. Man mente at der måtte være trolde på spil. Sagnet fortæller at troldene ville forhindre at kirken blev bygget i Kallerup. Det blev derfor besluttet at droppe kirkebyggeriet i Kallerup. Kirken blev derfor i stedet opført i Fløng og her lykkedes det at få opført kirken uden sabotage fra trolde.

## O.F Møllehøj
Omegnens Fritidshaveforening (O.F) købte i 1970 gården Møllehøj og stiftede den lokale forening O.F Møllehøj. O.F Møllehøj har i dag omkring 400 parceller fordelt på begge sider af Kallerupvej. O.F Møllehøj strækker sig fra Kallerup til Lille Vasby.
Beboerne ejer deres huse, men lejer/får brugsret til jorden af Omegnens Fritidshaveforening. Der er derfor tale om såkaldt fritidshuse, der er en mellemting mellem et sommerhus (der ejes) og en kolonihave (der lejes). Gården Møllehøj ligger i dag omgivet af fritidshaver på Kallerupvej 41A - F.
I området findes flere legepladser, boldbaner, petanquebane og minigolf. Foreningen råder også over en stor lade, som er omdannet til festlokale. I laden holdes der sommerfest, loppemarked, juletræsfest og private fester.